# Histoire des ministères de la Défense d'Espagne
 (juillet 2025).
Si vous disposez d'ouvrages ou d'articles de référence ou si vous connaissez des sites web de qualité traitant du thème abordé ici, merci de compléter l'article en donnant les références utiles à sa vérifiabilité et en les liant à la section « Notes et références ».

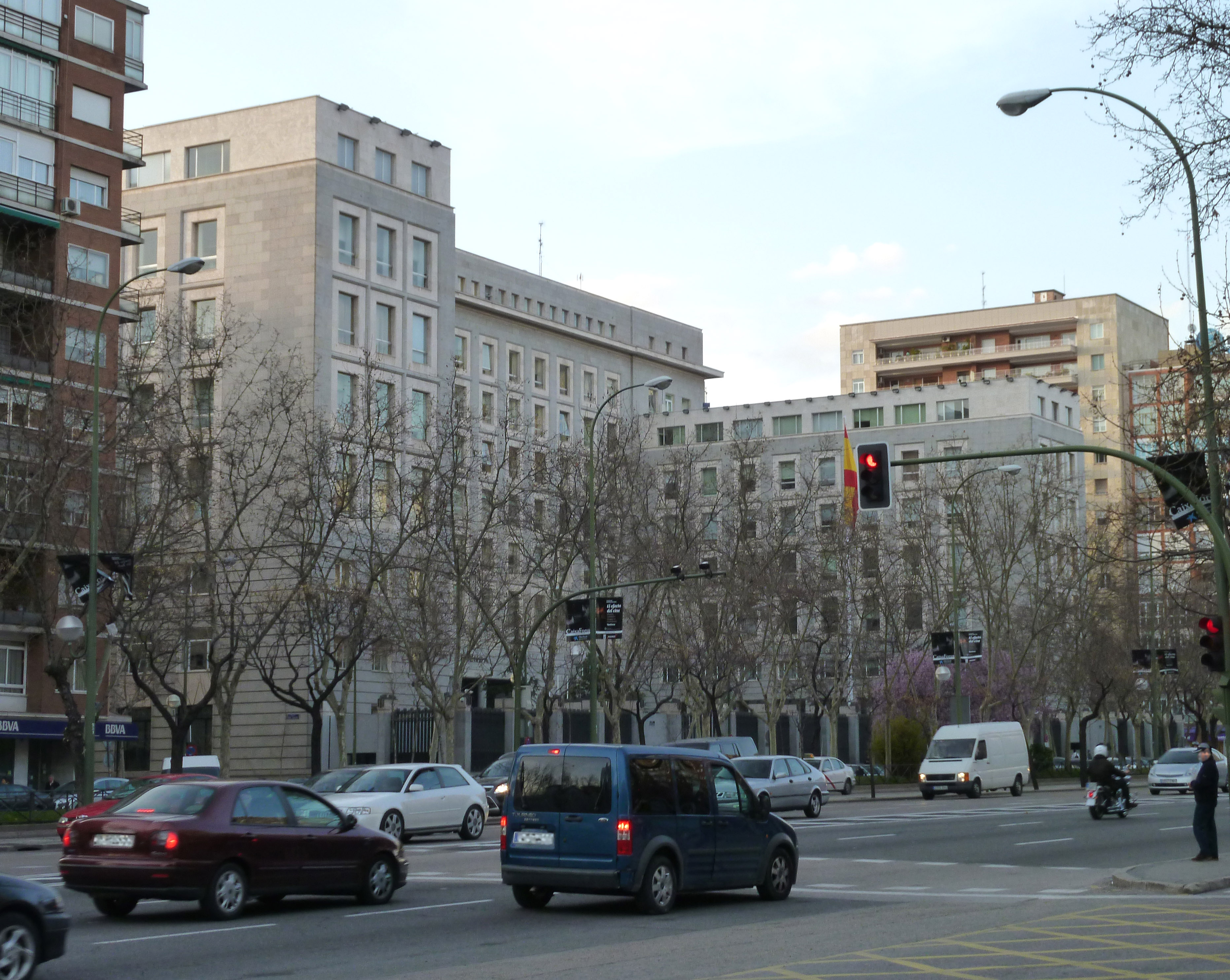
Siège du ministère de la défense espagnol

Cet article traite des ministères espagnols qui, au cours de l'histoire, ont assumé des compétences en matière de défense.
Le Ministère de la Défense d'Espagne est l'organe suprême et unique responsable de la politique de défense espagnole sous l'autorité du président du gouvernement. Parce qu'il est composé de plusieurs armées, il est désigné comme le ministère de la défense auquel sont subordonnées les armées espagnoles.

## Histoire

### Antécédents
Jusqu'au XVIIIe siècle, le système de gouvernement prédominant en Espagne était le régime polysynodial ou système des Conseils, c'est-à-dire qu'il existait une série de hauts Conseils composés de bureaucrates experts dans chaque domaine, dans le but de conseiller et de faciliter le souverain dans le gouvernement de ses royaumes. Ainsi, pour toutes les questions relatives aux forces armées, il y avait le Conseil suprême de la guerre. Cependant, lorsque le premier Bourbon, Philippe V, monta sur le trône d'Espagne, il voulut d'emblée établir un système de gouvernement similaire au système français, par le biais de ministères, tout en essayant de respecter les institutions de la monarchie espagnole. Ainsi, en 1705, tout en coexistant avec les Conseils, le roi divise le secrétariat du Bureau universel, créant deux secrétariats d'État et du Bureau, l'un pour la guerre et les finances, l'autre pour les autres affaires. Pour diriger le premier, il choisit un vétéran expérimenté de l'administration, José de Grimaldo.

### Les premiers secrétariats
La guerre de succession étant bien engagée et sur le point d'être gagnée, le 30 novembre 1714, le roi divise à nouveau les secrétariats, qui passent de deux à quatre, et crée une Veeduría General de Hacienda, qui est à l'origine de l'actuel ministère des Finances. Les affaires du Trésor royal étant confiées à un département distinct, les affaires militaires sont divisées en deux nouveaux secrétariats, l'un pour la guerre, chargé des affaires de l'armée de terre, et l'autre pour la Marine, chargé des affaires de la marine royale et de la mer en général,.
Miguel Fernández Durán, 1er marquis de Tolosa, officier du défunt secrétariat du bureau de la guerre et des finances, est nommé ministre de la guerre, et Bernardo Tinajero de la Escalera est nommé ministre de la marine et des Indes. Cependant, au début de l'année 1715, ce dernier est supprimé et, tandis que Tinajero est affecté au Conseil des Finances, Fernández Durán reprend les responsabilités de la Marine (celles des Indes sont réparties entre les autres jusqu'à la fin de l'année 1720, date à laquelle Guerra prend le relais), unifiant toutes les affaires militaires en un seul département. Fernández Durán jouit d'une grande amitié avec le roi, ce qui évite sa chute en même temps que celle d'Alberoni en 1719 et le maintient à la tête du ministère jusqu'en 1721, date à laquelle ils sont à nouveau séparés.
Sous le règne de Ferdinand VI, entre 1754 et 1755, des décrets royaux définissent les fonctions de chacun des départements.

D'une part, celle du Secrétariat à la Guerre :

« Arrêté royal du 24 mai 1755. Affaires propres et particulières à la Secrétairerie d'État et au Bureau de la guerre

Je déclare que par la main de mon secrétaire d'Etat et du bureau universel de la guerre les affaires militaires qui donnent lieu à correspondance avec mes capitaines généraux de l'armée et des provinces, directeurs généraux et inspecteurs des corps d'infanterie, de cavalerie et de dragons de mon armée, ceux des invalides et des milices intendantes, commissaires de l'ordre et de la guerre, et autres particuliers du même ordre, seront exécutées par mon secrétaire d'Etat et du bureau universel de la guerre ; Tout ce qui a trait à la conservation, à l'augmentation ou à la diminution des troupes de la maison royale et de l'armée, quant à leur service, régime, mouvement et subsistance en garnison, caserne et campagne ; l'artillerie dans toutes ses parties, selon et comme elle était dirigée avant l'union des secrétariats de la marine et du bureau de la trésorerie ; la formation et le corps du génie, les académies et les écoles des deux branches ; Les grands États de postes, recrues, levées, quintas, collecte de vagabonds, vestiaires, hôpitaux, vivres et ustensiles, casernes, fourrages, logements, itinéraires, et autres parties correspondant à la force, à l'armement, à l'entraînement et à la bonne tenue de mon armée ; la nomination des emplois de toutes classes en son sein ; l'octroi de toutes sortes de mérites que je fais pour services de guerre, à l'exception de ceux dont l'exécution incombe à un autre des Secrétariats (...) ; la fourniture des gouvernements et des communes, que dans la juridiction des mêmes Ordres et autres j'ai désignés pour s'occuper des officiers de mes troupes ; la fourniture des postes dans le Conseil de guerre et des dépêches de consultations, que dans les mêmes Ordres et autres j'ai désignés pour s'occuper des officiers de mes troupes. ...) ; la fourniture des gouvernements et des corregimientos, que dans la juridiction des mêmes ordonnances et d'autres que j'ai désignés pour s'occuper des officiers de mes troupes ; celle des sièges dans le Conseil de guerre, et les expéditions des consultations que cette Cour et toute autre peuvent me faire sur les affaires de celui-ci ; les affaires de la caste et de l'élevage des chevaux, comprises par la voix de la Junta de Caballería, et les Matranzas d'exercices équestres érigées sous ma protection Royale ; les emplois d'officiers subalternes dans les corps militaires de l'Armée (à l'exception de ceux de ma Maison Royale) seront pourvus par mon ordre royal ; et pour ceux de rang supérieur, j'en serai informé pour mon approbation ; les décrets respectifs pour les citations des ordres militaires seront émis par le Secrétariat de l'Office de la guerre, à cet effet, il lui sera donné avis de ceux que j'accorde par d'autres moyens ; dans l'élection des quartiers-maîtres pour l'Armée en campagne, qui me seront proposés par les moyens de la guerre (...) ; les inscriptions de tous ceux qui peuvent être offerts pour l'Armée seront faites au Secrétariat de l'Office de la guerre, avec les conditions qui pourront être jugées opportunes. ...) ; les inscriptions de tous ceux qui peuvent être offerts pour l'armée doivent être faites au secrétariat de l'office de la guerre, avec les conditions qui peuvent être jugées opportunes. (original en espagnol) »

— D. Fernando VI, Aranjuez.
D'autre part, le décret des secrétaires de la Marine et des Indes dit :

« Arrêté royal du 26 août 1754. Affaires à traiter par les secrétaires de la Marine et des Indes

Je déclare que toutes les affaires de la guerre, des finances, de la navigation et du commerce des Indes seront entre les mains du secrétaire des Indes et de la Marine, comme cela s'est fait auparavant ; et il communiquera les ordres que je donnerai concernant l'envoi des marines, des flottes, des registres et des avis, en se chargeant de leur exécution ; il se chargera de la collecte de tous les fonds qui doivent entrer dans le dépositaire général des Indes ; Et une fois que le dépositaire les aura pris en charge, ils seront soumis à la gestion et à la distribution du surintendant général de mon Trésor royal, à l'exception des dépenses extraordinaires, qui (comme elles sont généralement urgentes le jour même) seront libérées de sa main dans le même dépositaire, comme cela a toujours été fait, et qu'il est convenable de le faire, mais à condition que tous les trois mois une liste, qui vous sera envoyée de Cadix, de ceux qui sont offerts à ce moment-là soit transmise au ministère des Finances, que j'en accuse réception et que je l'approuve, et qu'un avis soit envoyé au Trésor, afin que le paiement correspondant au dépôt général puisse être effectué par lui.

2. Comme il est juste et nécessaire que je dispense à mes vassaux toutes sortes de grâces et de miséricordes par l'un ou l'autre des Secrétariats de l'Office, je donnerai avis à qui de droit de l'exécution de celles que j'accorde par sa main, et il exécutera celles qui lui correspondent, selon les pouvoirs que je lui confère.

3. Le ministère des Indes étant chargé de l'administration des mines d'Almadén, de l'extraction et du transport des azogues à Séville et à Cadix, il conviendra chaque année avec le ministère des finances des sommes nécessaires aux fins susmentionnées, ainsi qu'à l'entretien et à l'avancement de ces mines, qui seront remises au bureau du payeur d'Almadén, sans pouvoir les affecter à d'autres dépenses, si urgentes qu'elles puissent paraître, et le payeur présentera un compte rendu de leur répartition au bureau du comptable général.

4. Il me proposera les personnes qui lui paraîtront les plus aptes à exercer les fonctions de ministre de la cape et du poignard, de secrétaire et de comptable général du Conseil des Indes, ainsi que de président et de ministres du tribunal de la Casa de la Contratación ; de même, il me proposera des sujets pour les postes de vice-roi, de président et de gouverneur des affaires politiques et militaires des Indes, ainsi que pour les postes militaires, en prenant d'abord les renseignements nécessaires auprès du ministère de la guerre, s'il le juge utile à mon service.

5. Quant aux autres postes de Justice, et autres postes purement politiques, tels que les postes de juges, Corregimientos et Alcaldías mayores, j'y pourvoirai en consultation avec la Chambre des Indes ; réservant tous ceux qui concernent l'administration, la collecte et la sauvegarde de mon Trésor royal, de la Monnaie et de la Surintendance des Azogues, pour lesquels des sujets me seront proposés ; Et en ce qui concerne les présentations pour les archevêchés et les évêchés, les prébendes et les bénéfices de mon patronage royal dans les Indes, il me rendra compte des consultations et des sujets proposés, avec les informations sur leurs coutumes qui peuvent se trouver dans le secrétariat de son bureau.

6. Si, par suite des affaires que je vous confie, elles devaient être proposées à mes ministres résidant dans des Cours étrangères, vous en donnerez avis à la chaîne d'État, afin qu'elle leur donne les ordres appropriés.

7. Tout ce qui concerne les arsenaux et les chantiers de ma Marine royale, la construction des navires, les armements, les expéditions, les approvisionnements en vivres, magasins et munitions de guerre, la conservation et l'accroissement des montagnes et des plantations, l'enregistrement des marins, la pêche, les naufrages, les barrages, le commerce maritime, et tout ce qui est compris dans la juridiction économique, politique et militaire de la Marine, d'après et comme il est prévu dans le règlement général, qui sera observé sans aucune altération quelconque.

8. Lorsque je déciderai d'envoyer aux Indes quelques navires de ma marine royale, je ferai armer ceux-ci par le secrétaire de la marine, avec les officiers, les provisions et l'équipage qui leur correspondent ; et par le secrétaire des Indes, je donnerai à leurs commandants les instructions nécessaires sur ce qu'ils doivent exécuter selon mes ordres ; je veillerai aussi à ce que leurs salaires soient payés, et tout ce qui est nécessaire à leur subsistance, ainsi qu'il est prévu dans les ordonnances susmentionnées.

9. Dans les corps militaires et politiques de la marine, il pourvoira aux emplois subalternes par mon ordonnance royale ; et pour tous les autres emplois militaires et politiques, il me proposera des sujets.

10. Il me rendra compte également des fonds nécessaires pour faire face à toutes les dépenses extraordinaires et ordinaires qui pourront survenir dans la marine, afin que je puisse ordonner qu'ils soient mis à sa disposition ; et il en avisera le ministère des finances pour qu'il y pourvoie. »

— D. Fernando VI, à Buen Retiro
C'est précisément en 1754 que le puissant marquis de la Ensenada tombe. Son ami, Julián de Arriaga y Ribera, n'hésite pas à lui tourner le dos et se voit récompensé par le portefeuille de la Marine, auquel s'ajoute celui des Indes un mois plus tard. Sebastián de Eslava prend la relève de la guerre.
Après ces événements, il n'y a pas eu d'autres changements jusqu'en 1790. Cette année-là, le portefeuille des Indes, divisé en deux depuis 1787 (Grâce et Justice des Indes et Trésor et Guerre des Indes), est supprimé, unifiant la politique à l'égard de la péninsule et des colonies et répartissant ses responsabilités entre les cinq autres portefeuilles - État, Grâce et Justice, Guerre, Marine et Finances. Quant aux secrétariats de la Guerre et de la Marine :

« Arrêté royal du 25 avril 1790. Union aux cinq secrétaires d'État et de l'Office d'Espagne des affaires respectives de chaque département dans les Indes.

6. Tout ce qui concerne le département de la guerre sera réuni en un seul secrétariat de l'office, et celui qui le servira utilisera l'officier ou les officiers de l'actuel secrétariat de la guerre et du trésor des Indes qu'il jugera le plus nécessaire pour le gouvernement militaire de ce département, et les ajoutera avec le grade, le traitement et les promotions de leur ancienneté à l'unique secrétariat de la guerre qui subsistera ; sur ce point, le secrétaire de ce dernier s'entendra avec le secrétaire du trésor, à la charge duquel le reste de l'actuel secrétariat du trésor des Indes continuera d'être maintenu.

7. Mais afin qu'il y ait au ministère de la guerre des personnes de rang et de pratique dans les affaires des Indes, qui contribueront à l'exactitude des résolutions dans les affaires militaires de ces dominions, je nommerai un ou deux officiers autorisés, qui sont ou ont été inspecteurs dans les Indes, pour mettre à profit leur instruction et leur expérience, et pour travailler à tout ce qui pourra leur être confié par moi ou par le secrétaire du bureau, aux côtés duquel ils assisteront dans les conditions qui seront ultérieurement arrêtées.

8. Le secrétariat de la guerre, en ce qui concerne les Indes, observera ce qui est déclaré lui correspondre dans ce département par les décrets du 8 juillet 1787 (loi 12) ; sans entrer dans les matières économiques, qui appartiennent absolument au ministère des finances de ces dominions ; au sujet desquelles, s'il y a lieu, et afin d'éviter les contestations, l'arrangement correspondant sera fait, en vue de ce que les deux ministères se concerteront et me proposeront.

10. Le Secrétariat de la Marine étant toujours composé de personnes instruites des objets de son département dans les deux dominations de l'Espagne et des Indes, il n'est pas nécessaire qu'il subisse aucune modification ; et je désire et ordonne seulement que l'on observe l'unité établie dans un des décrets du 8 juillet 1787, et que l'on forme les règlements qui y sont prévus, pour distinguer ce qui appartient à ce Secrétariat dans les Royaumes, ports et mers des Indes, et ce qui peut appartenir à ceux de la Guerre et des Finances, et aux Vice-rois et Gouverneurs de places. »

— D. Carlos IV, à Aranjuez.

### Consolidation ministérielle
Les guerres napoléoniennes ont permis une brève réapparition du portefeuille des Indes pour l'Espagne. Le statut de Bayonne et la constitution de 1812 ont tous deux créé un département - des Indes dans le premier cas et du ministère de l'outre-mer dans le second. Avec le retour de Ferdinand VII en 1814, le ministère de la France d'outre-mer a été remplacé par le ministère des Indes, comme en 1787.
Sans beaucoup de changements dans les décennies suivantes, en 1834 les sous-secrétariats ont été créés dans les départements (le département de la guerre existait déjà en 1820) et la structure a été adaptée.
Les XIXe et XXe siècles ont été des siècles de stabilité pour les ministères militaires. Leurs structures se développent et se spécialisent et les états-majors sont institutionnalisés entre les années 1890 (état-major général de la marine) et 1900 (état-major général de l'armée de terre). Pendant la guerre civile, la République maintient la structure traditionnelle de deux ministères militaires, tandis que les nationalistes créent un ministère de la défense nationale.

#### Ministère de l'Air
L'armée de l'air en tant que branche militaire a été officiellement créée sous la dictature de Francisco Franco, bien que des unités aériennes aient été développées au sein de l'armée de terre depuis les années 1910. Malgré une première tentative de la République de créer un ministère de la marine et de l'aviation, un nouveau ministère militaire a été officiellement créé en 1939 : le ministère de l'aviation. Ce département est chargé des questions relatives à la nouvelle branche militaire et, afin d'assurer la cohérence des politiques entre les trois armées, un nouvel organe commun à toutes les armées est créé, le Haut état-major général. Par le biais de ces ministères, la dictature a coordonné le pilier fondamental de son régime, l'armée, en lui assurant une présence importante au sein du cabinet gouvernemental. Selon l'historien hispaniste Paul Preston, dans son ouvrage Franco, Caudillo de España, le principal intérêt du dictateur dans cette séparation ministérielle résidait dans l'idée de maintenir un manque de coordination entre les armées qui lui permettrait de dominer le seul point qui, s'il se retournait contre lui, pouvait le renverser.

### Unification et actualité
La structure ministérielle tripartite des forces armées a été maintenue pendant toute la durée de la dictature. Le 4 juillet 1977, un seul ministère militaire, le ministère de la défense, a été officiellement créé, comme l'un des premiers portefeuilles ministériels créés pendant la transition politique. Après les élections générales espagnoles de 1977, Adolfo Suárez, sur les conseils du vice-président Manuel Gutiérrez Mellado, fusionne les trois ministères en un seul, en occupant un bâtiment appartenant au ministère de la Culture, les autres restant les sièges des trois armées. Parmi les nouveautés de ce décret, on note la perte des affaires de l'aviation civile au profit du ministère des transports et des communications, et l'unification des services de renseignement au sein du Centre supérieur d'information de la Défense (CESID), devenu en 2002 le Centro Nacional de Inteligencia (CNI).
Un an plus tard, la Constitution espagnole de 1978 a été approuvée, établissant que le roi est le commandant en chef (avec le titre de capitaine général) de toutes les armées et qu'il peut déclarer la guerre et faire la paix avec l'autorisation préalable du Congrès des députés, cet acte étant dûment avalisé par le président du gouvernement ; mais c'est au pouvoir civil représenté par le ministère de la défense qu'il revient de déterminer :
- les politiques de défense
- les principales alliances militaires
- la conduite de la guerre
- l'affectation des montants prévus par le budget général de l'État espagnol

Ce ministère a été l'un de ceux qui ont le plus œuvré à la consolidation de la démocratie actuelle. Pendant la transition politique, les militaires ont mené plusieurs coups d'État, comme l'opération Galaxia, le coup d'État du 23 février 1981 et le coup d'État du 27 octobre 1982, mieux préparé que le précédent mais moins médiatisé car démantelé trois semaines plus tôt. Depuis lors, et maintenant intégré à l'OTAN, ce ministère a amélioré la préparation technique militaire et a développé les interventions des forces armées dans différents domaines, subordonnées au pouvoir civil.
Quatre axes ont été suivis par les différents ministres :
- Consolider la suprématie du pouvoir civil sur le pouvoir militaire
- Intégrer les différentes armées dans les structures internationales de défense, en particulier l'OTAN
- Entreprendre la réforme de la profession militaire et la réduction du nombre d'officiers (non encore réalisée au début du XXIe siècle)
- Moderniser le matériel. Cette dernière section a été particulièrement compliquée en raison des budgets alloués à la défense, de la nécessité de demander de l'aide à d'autres ministères tels que le ministère de l'industrie et de l'imputation de certains éléments à d'autres programmes tels que la recherche et le développement.

Voici quelques-uns des principaux changements réalisés par ce ministère :
- L'intégration de l'armée espagnole dans des organisations telles que l'OTAN et l'Union de l'Europe occidentale
- La participation de l'Espagne aux missions de paix de l'ONU en tant que casques bleus
- La réforme des structures militaires
- Le programme FACA
- Le plan ALTAMAR
- Le programme Tigre
- Le programme Léopard.

En février 2023, l'importance croissante des nouvelles technologies a conduit à l'élévation du Centre des systèmes et technologies de l'information et de la communication (CESTIC) au rang de direction générale.

## Liste des secrétaires d'État à la Défense
- Ángel Liberal Lucini (1981-1983) (1)
- José-Santos Peralba Giráldez (1983-1984) (1)
- Eduardo Serra Rexach (1984-1987)
- Rafael de la Cruz Corcoll (1988-1991)
- José Miguel Hernández Vázquez (1991-1992).
- Antonio Flos Bassols (1992-1995)
- Juan Ramón García Secades (1995-1996)
- Pedro Morenés Eulate (1996-2000)
- Fernando Díez Moreno (2000-2004)
- Francisco Pardo Piqueras (2004-2007)
- Soledad López Fernández (2007-2008)
- Constantino Méndez Martínez (2008-2011)
- Pedro Argüelles Salaverría (2012-2016)
- Agustín Conde Bajen (2016-2018)
- Ángel Olivares Ramírez (2018-2020)
- Esperanza Casteleiro Llamazares (2020-2022)
- Amparo Valcarce García (2022- )

(1) Sous-secrétaire à la politique de défense

## Liste des secrétaires généraux à la politique de défense
- Francisco Javier Jiménez Ugarte Hernández (2001-2004)
- Francisco José Torrente Sánchez (2004-2007)
- Luis Manuel Cuesta Civís (2007-2012)
- Alejandro Enrique Alvargonzález San Martín (2012-2016)
- Juan Francisco Martínez Núñez (2016- )

## Liste des sous-secrétaires
| Nom                                     | Service public                                                       | Année de naissance | Date de nomination |
| --------------------------------------- | -------------------------------------------------------------------- | ------------------ | ------------------ |
| Luis Arévalo Pelluz                     | Militaire                                                            | 1916               | 25 juillet 1977    |
| Ángel Liberal Lucini                    | Militaire                                                            | 1921               | 23 novembre 1977   |
| Eduardo Serra Rexach                    | Corps du barreau de l'État                                           | 1946               | 12 février 1982    |
| Gustavo Suárez Pertierra                | Professeur d'université                                              | 1949               | 8 février 1984     |
| Vacante (1)                             |                                                                      |                    | 18 mai 1990        |
| Adolfo Menéndez Menéndez                | Corps du barreau de l'État                                           | 1957               | 7 mai 1996         |
| Víctor Torre de Silva y López de Letona | Corps du Conseil des avocats de l'État                               | 1966               | 5 mai 2000         |
| Justo Tomás Zambrana Pineda             | Corps supérieur des administrateurs civils de l'État                 | 1947               | 19 avril 2004      |
| Soledad López Fernández                 | Corps supérieur des inspecteurs du travail et de la sécurité sociale | 1959               | 21 avril 2006      |
| María Victoria San José Villacé         | Corps supérieur des inspecteurs du travail et de la sécurité sociale | 1958               | 20 avril 2007      |
| Vicente Salvador Centelles              | Corps supérieur des administrateurs civils de l'État                 | 1963               | 29 octobre 2010    |
| Irene Domínguez-Alcahud Martín-Peña     | Corps du barreau de l'État                                           | 1966               | 5 janvier 2012     |
| Arturo Romaní Sancho                    | Corps supérieur des inspecteurs des impôts des États                 | 1972               | 18 novembre 2016   |
| Alejo de la Torre de la Calle           | Corps juridique militaire                                            | 1970               | 15 juin 2018       |
| María Amparo Valcarce García            | Inspection de l'éducation                                            | 1956               | 1er juillet 2020   |
| Adoración Mateos Tejada                 | Corps supérieur des administrateurs civils de l'État                 | 1962               | 10 mai 2022        |

(1) Entre mai 1990 et mai 1996, le sous-secrétariat à la défense a été supprimé par le décret royal 619/1990 du 18 mai 1990.

## Liste des directeurs généraux
- Directeur du cabinet du ministre
  - Juan José García de la Cruz Herrero (2021- )
  - Diego Íñiguez Hernández (2020-2021)
  - Esperanza Casteleiro Llamazares (2018-2020)
  - Miguel Ángel Villarroya, directeur du cabinet technique (2017-2018)[11]
  - José Luis Ortiz Grande, directeur de cabinet (2016- )
  - Javier Salto Martínez-Avial, directeur du cabinet technique (2015-2017)[12],[13]
  - Joaquín Fernández Núñez, Director del Gabinete (2011)[14],[15]
  - Germán Rodríguez Sánchez, Directeur de Cabinet (2010-2011)

,
- - Javier Pery Paredes, directeur du cabinet technique (2009-2015)[18],[19]
  - Manuel López Blázquez, Director del Gabinete (2008-2010)
  - Fernando Lens Astray, Director del Gabinete Técnico (2008-2009)
  - José Luis de Benito Benítez, Director del Gabinete  (2006-2008)
  - Miguel Fernández-Palacios Martínez (2005-2006)
  - Roberto López Fernández, Director del Gabinete (2004-2005)
  - Miguel Lens Astray, Director del Gabinete Técnico (2004-2008)
  - Miguel Ángel Jusdado Ruiz-Capillas, Director del Gabinete (2001-2003)
  - Manuel Ramón Bretón Romero, Director del Gabinete Técnico (2001-2004)
  - Jorge Hevia Sierra, Director del Gabinete (2000-2001)
  - Luis Alejandre Sintes, Director del Gabinete Técnico (1997-2000)
  - Pedro Argüelles Salaverría, Director del Gabinete (1996-2000)
  - Javier Trueba Gutiérrez, Director del Gabinete (1995-1996)
  - Francisco José Torrente Sánchez, Director del Gabinete Técnico (1994-1997)
  - Jesús del Olmo Pastor, Director del Gabinete (1992-1995)
  - Juan Francisco Arenas García, Director del Gabinete (1991)
  - Arturo Paz Pasamar, Director del Gabinete Técnico (1990-1994)
- Dirección General de Armamento y Material
  - Aniceto Rosique Nieto (2022-)
  - Santiago González Gómez (2018-2022)
  - Juan Manuel García Montaño (2012-2018)
  - José Manuel García Sieiro (2008-2012)
  - José Julio Rodríguez Fernández (2006-2008)
  - Carlos Villar Turrau (2001-2006)
  - Miguel Valverde Gómez (1998-2001)
  - Pascual Pery Paredes (1996-1998)
  - Francisco Arenas García (1991-1996)
  - Alberto Llobet Batllori (1990-1991)
  - Juan Fernando Ruiz Montero (1987-1990)
  - José Andrés Jiménez (1983-1987)
  - Víctor Castro Sanmartín (1980-1983)
  - José Gutiérrez Benito (1977-1980)
- Dirección General de Asuntos Económicos
  - José Luis Sánchez Martínez (2022- )
  - José Luis Ruíz Sumalla (2017-2022)
  - Vicente Gimeno Aránguez (2012-2017)
  - Mariano Rojo Pérez  (2009-2012)
  - Jesús Salvador Miranda Hita (2008-2009)
  - Julio Martínez Meroño (2007-2008)
  - Juan Alfonso Ruiz Molina (2004-2007)
  - Carlos Valverde Rodao (2000-2004)
  - Francisco Pérez Muinelo (1996-2000)
  - Tomás Pérez Franco (1989-1996)
  - José Ignacio Moscoso del Prado y del Álamo (1985-1989)
  - Jesús Palacios Rodrigo (1984-1985)
- Dirección General de Infraestructura
  - Luis Cebrián Carbonell (2020- )
  - José Francisco Pérez-Ojeda y Pérez (2018-2019)
  - Eduardo Zamarripa Martínez (2012-2018)
  - Mónica Melle Hernández (2009-2012)
  - Jaime Jesús Denís Zambrana (2007-2009)
  - Julián Sánchez Pingarrón (2006-2007)
  - Juan Mesquida Ferrando (2004-2006)
  - Pedro Llorente Cachorro (2001-2004)
  - Leonardo Larios Aracama (1998-2001)
  - Guillermo Llamas Ramos (1991-1998)
  - Alberto Valdivielso Cañas (1988-1991)
  - Valentín Barriga Díaz (1984-1988)
- Dirección General de Personal
  - José Ramón Velón Ororbia (2022- )
  - Adoración Mateos Tejada (2010-2022)
  - Vicente Salvador Centelles (2004-2010)
  - Luis Roca Ramírez (2003-2004)
  - Joaquín Pita da Veiga Jáudenes (1999-2003)
  - José Antonio Cervera Madrigal (1997-1999)
  - Juan Antonio Lombo López (1996-1997)
  - José de Llobet Collado (1991-1996)
  - José Enrique Serrano Martínez (1987-1991)
  - Federico Michavila Pallarés (1984-1987)
- Dirección General de Servicios
  - Juan Junquera González (1987-1996)

- Dirección General de Reclutamiento y Enseñanza Militar
  - Pedro José García Cifo (2020- )
  - María Amparo Valcarce García (2018-2020)
  - Jerónimo de Gregorio y Monmeneu (2017-2018)
  - Juan Antonio Álvarez Jiménez (2012-2017)
  - Javier García Fernández (2008-2012)
  - Martín Alberto Barciela Rodríguez (2006-2008)
  - Santos Castro Fernández (2004-2006)
  - Gregorio López Iraola (2000-2004)
  - Jesús María Pérez Esteban (1997-2000)
  - Laureano García Hernández (1996-1997)
- Dirección General de Enseñanza
  - Juan Ramón de Páramo Argüelles (1994-1996)
  - Emilio Octavio de Toledo y Ubieto (1991-1993)
  - Ricardo Marzo Mediano (1987-1991)
- Dirección General del Servicio Militar
  - Laureano García Hernández (1990-1996)
- Dirección General de Política de Defensa
  - Fernando José López del Pozo (2021- )
  - María Elena Gómez Castro (2017-2021)
  - Juan Francisco Martínez Núñez (2012-2017)
  - Juan Villamía Ugarte (2009-2012)
  - Benito Federico Raggio Cachinero (2006-2009)
  - Pedro Pitarch Bartolomé (2004-2006)
  - Félix Sanz Roldán (2004)
  - Rafael Lorenzo Montero (2001-2004)
  - Francisco José Torrente Sánchez (1997-2000)
  - Víctor Suanzes Pardo (1994-1997)
  - Francisco Veguillas Elices (1987-1994)
  - Fernando María Nardiz Vial (1985-1986)
  - Fausto Escrigas Estrada (1984-1985)
- Dirección General de Relaciones Institucionales de la Defensa
  - Fernando Flores Giménez (2010-2011)
  - Santos Castro Fernández (2009-2010)
  - Celia Abenza Rojo (2006-2008)
  - Manuel López Blázquez (2008)
  - Leopoldo Stampa Piñeiro (2004-2006)
  - Jorge Hevia Sierra (2001-2004)
- Dirección General de Comunicación de la Defensa
  - Georgina Higueras y Rumbao (2009-2010)
  - Sergio Sánchez Benítez (2009)
  - Germán Rodríguez Sánchez (2008-2009)
  - Miguel Ángel Muñoz Ávila (2006-2008)
  - José Luis Fernández Peña (2004-2006)
- Dirección General de Relaciones Informativas y Sociales de la Defensa
  - Julio Albi de la Cuesta (1991-1993)
  - Luis Reverter Gelabert (1982-1991)
- Secretaría General Técnica
  - Emilio Fernández-Piñeyro y Hernández (2018- )
  - David Javier Santos Sánchez (2012-2018)
  - Antonio Bueno Rodríguez (2010-2012)
  - Tomás Suárez-Inclán González (2007-2010)
  - María Victoria San José Villacé (2006-2007)
  - Adolfo Hernández Lafuente (2004-2006)
  - Isabel Revuelta de Rojas (2000-2004)
  - Diego Chacón Ortiz (1994-2000)
  - Santos Castro Fernández (1992-1994)
  - Antonio Flos Bassols (1984-1992)
  - Gregorio García Ancos (1983-1984)
  - Mauricio Hermida Guerra-Mondragón (1980-1983)
  - Manuel María Mejías (1979-1980)
  - Luis Serena Guiscafré (1977-1979)